# Fred Forest
Fred Forest (Muaskar, Argelia, 6 de julio de 1933) es un artista francés que se autodenomina “artista de comunicación transmedia. Especializado en el videoarte y reconocido por la defensa del llamado Arte sociológico, ha trabajado con diferentes materiales y medios para crear una obra que a menudo tiene un trasfondo sociológico. Forest defiende el uso de un arte social como apoyo para el ejercicio de la creatividad, el humor y la participación. Esta defensa del arte sociológico lo llevó a crear el Colectivo de Arte Sociológico, junto con artistas como Hervé Fischer y Jean-Paul Thénot.
La obra de Forest no solo se ha centrado en el videoarte, sino que a lo largo de los años ha adaptado sus creaciones a los nuevos medios y oportunidades que le ha proporcionado la tecnología e internet. Ha sido así uno de los artistas pioneros en estas nuevas disciplinas, sin olvidar el espíritu crítico y social que caracteriza su obra.

## Trayectoria
Forest nació el 6 de julio de 1933 en la Argelia francesa. Unos años más tarde se trasladó a París, donde en 1954 empezó a trabajar. Posteriormente colaboró en la prensa escrita como dibujante e ilustrador para diarios franceses como “Combat” y “Les Echos”. También hizo algunas exposiciones sobre sus pinturas y dibujos antes de adentrarse en el mundo del videoarte.
Su carrera como videoartista empezó a finales de la década de 1960, convirtiéndose en un pionero en el uso del vídeo y el ordenador como herramientas para crear sus obras, combinando diferentes medios. Un ejemplo es la obra “expuesta” (publicada) en el diario Le Monde (1972) con el título ”150 cm² of Newspaper” que pretendía crear una interacción directa con el lector.
Participó en la Bienal de São Paulo de 1973, donde fue galardonado con el Gran Premio de Comunicación por el conjunto de su obras críticas y transgresoras utilizando diferentes medios y colaborando con diferentes artistas durante el transcurso de la Bienal. Sin embargo, fue arrestado por el régimen militar brasileño y se ocasionó una gran polémica en la que hubo de intervenir la embajada francesa.
El año siguiente, junto con Hervé Fischer y Jean-Paul Thénot fundan el Colectivo de Arte Sociológico, dando a la luz un primer Manifiesto de un total de cuatro. Este colectivo de artistas fue el elegido para representar a Francia en la Bienal de Venecia de 1976. El colectivo finalmente se disolvió en 1981. El año siguiente, Forest empezó a trabajar con el profesor Mario Costa en un grupo sobre la investigación de la estética de la comunicación, una investigación que combinó posteriormente con la creación de sus obras.
El artista creó a lo largo de las décadas de 1980 y 1990 obras de importancia como “Celebración del presente” (Celebration of the Presente, 1985), la conocida “La Biblia electrónica y la Guerra del Golfo” (The Electronic Bible and the Gulf War, 1991), la campaña contra la presidencia búlgara ("For a Utopian and Nervous Television," 1991) o contra la guerra de los Balcanes ("The Watchtowers of Peace," 1993), entre otras.

## Arte en la web
Su primera gran obra interactiva fue “De Casablanca a Locarno” ("From Casablanca to Locarno", 1995). Desde entonces, el uso de Internet en sus obras ha sido constante, explorando las diferentes posibilidades que este otorga en obras como "Time Out" (1998), "The Time Processing Machine" (1998), "The Techno-Wedding" (1999), "The Center of the World" (1999), "Territorial Outings" (2001), "Networked Color" (2000), "Meat: The Territory of the Body and the Networked Body" (2002), "Memory Pictures" (2005), "The Digital Street Corner" (2005) o "Biennale 3000" (2006). Más adelante, realizó diferentes obras en colaboración con la plataforma Second Life y que adaptaba en función de los países en donde se presentaban.
En la iniciativa de 2006, Biennale 3000, cualquier usuario tenía la opción de participar en esta exposición virtual. Más adelante participó en festivales como el Cyberfest de 2011 (como artista y jurado) o la exposición retrospectiva del CDA (Centre des Artes de Enghien) Media Man Nº 1, en 2013. En 2017 expuso en el Centro Pompidou.

## Filosofía del artista
“La ética siempre ha tenido y tiene prioridad por sobre la estética en mis trabajos” (Forest, entrevista en la revista DigitalArti, número 12). Como vemos, Forest defiende con su estilo de vida y sus obras un arte que sirva para cuestionar la sociedad, las instituciones y el arte en sí mismo. Un arte que sirva para cambiar el mundo. Este arte puede servir para analizar los diferentes medios que condicionan los diferentes poderes y así intentar que la sociedad sea consciente. 
A lo largo de su trayectoria el artista ha defendido la importancia de renovarse constantemente y saberse adaptar a los nuevos modelos, buscando nuevas formas de expresión artística y aprovechando todos los medios de que disponga a su alcance. Sus obras muestran su interés por interaccionar con el público y hacerlo partícipe de la obra, como el caso del cuadrado de 150 cm² en blanco que publicó en el diario francés Le Monde o la plataforma Biennale 3000, donde puede participar todo el mundo.

## Arte Sociológico
Forest fue uno de los instigadores del Arte Sociológico, que se inició oficialmente con la publicación del primer Manifiesto en 1974 fundando el Colectivo de Arte Sociológico, junto con Hervé Fischer y Jean-Paul Thénot. Durante la existencia del Colectivo, los tres artistas combinaron el estudio teórico-práctico en esta línea y su actividad personal. Como colectivo, participaron en diferentes exposiciones, como la Bienal de Venecia del año 1976 en representación de Francia.
El arte sociológico pretendía desarrollar un análisis crítico del arte y de la sociedad de su tiempo, a partir de prácticas artísticas y relacionándolas con los métodos empíricos de la sociología. Todo ello proporcionaba las condiciones necesarias para ayudar al individuo a cuestionarse de manera eficaz el arte mismo y la realidad y llegar a extremos objetivos que repudien una situación de intersubjetividad. Las claves que defiende el colectivo son el trabajo artístico basado en la inclusión de la organización, la investigación y la enseñanza como métodos para ampliar las capacidades artísticas e integrar conocimientos que permitan tener un conocimiento más amplio del modelo de sociedad y el funcionamiento de los poderes y las instituciones. 
Por otro lado, también se defiende la creación de los proyectos mediante el diálogo con los diferentes públicos y territorios donde se quieren desarrollar estos proyectos, para aumentar el conocimiento sobre las condiciones sociales a partir de experiencias directas. El Colectivo de Arte Sociológico llegó a su fin seis años más tarde, con la publicación de Mis au Point en noviembre de 1980 por parte de Forest y Jean-Paul Thenot, a pesar de que individualmente siguieron aplicando algunos de estos principios en su obra posterior.

### Manifiestos del Arte Sociológico
Los miembros fueron ampliando y detallando el concepto de Arte Sociológico que defendían como colectivo durante el transcurso de los 6 años que duró. Así desde el primer manifiesto de 1974, publicaron otros tres posteriores (1975, 1976, 1977) en los que redefinían las líneas y objetivos del colectivo.
El primer Manifiesto (1974) se publicó en el diario Le Monde el 10 de octubre de 1974. Este primer escrito trazaba las líneas básicas de análisis y trabajo del colectivo y su concepto artístico. Partían de la necesidad de detectar una nueva sensibilidad artística basada en la interconexión entre el individuo y la sociedad que lo produce. A la vez, pretendía que el arte que generaran partiese de una teoría sobre la sociología del arte, recurriendo a los métodos de las ciencias sociales y teniendo en cuenta las actitudes de los públicos a quienes se presenta. 
El segundo Manifiesto (1975) sirve para reafirmar el Arte Sociológico y solucionar las dudas y confusiones que surgieron después de la publicación del primer manifiesto. En este se explica en detalle la relación entre el arte sociológico y la sociología, especificando que este colectivo se sale de los discursos científicos y universitarios y que si se usa el discurso es racionalmente por la práctica del Arte Sociológico. Elabora una práctica sociológica en sí misma, ejerciendo su derecho para cuestionar cuanto sucede, e incidiendo en la masificación de la sociedad y la perturbación de los canales tradicionales de comunicación. También se quiere diferenciar del arte tradicional, que lo consideran obsoleto y que va por caminos diferentes del Arte Sociológico y defiende el principio por el cual que la sociología del arte se vuelve en contra del arte en sí mismo.
El tercer Manifiesto (1976) habla sobre la metodología y la estrategia de la técnica sociológica. Define una metodología basada en la creación de dispositivos de desviación que no se preste a la sociología oficial, que quiere manipular los consumidores a favor del poder, y que busque sacar las estructuras abstractas de las mentes de cada cual porque tomen conciencia y cuestionen la dominación del poder represivo. La estrategia se centra en dos principios, el realismo y la desviación, en contra de las instituciones (no tanto del sistema dominante) para recuperar el mercado del arte que está a manso del poder. Pero siendo realistas y calculando los riesgos que las acciones comportan.
Finalmente el cuarto Manifiesto (1977) hace un listado de los diferentes niveles en que el arte se ve sumiso, proponiendo estrategias para luchar desde el Arte Sociológico. El mercado del arte (donde se negocian las obras y artistas) se tiene que combatir rechazando una sociedad para la que el arte es dinero y riqueza. Los canales de comunicación que favorecen esta concepción mercantilista del arte se tiene que hacer frente creando redes de comunicación propias. Crear "contra-instituciones" del arte para hacer frente a las existentes, que están al servicio del poder dominante. Y finalmente determinan "Nueva York" como concepto de capitalización de un arte donde tiene esta ciudad y Estados Unidos en general como centro principal de la industrialización del arte. Se determina que no se puede suprimir este nivel, pero que el Arte Sociológico tiene que intentar concienciar para cuestionarlo todo.

## Obras
A lo largo de su carrera, Forest ha presentado muchas obras en diferentes formatos y medios. A continuación se muestran algunos ejemplos clasificados por décadas:

### Años 60
- Family Portrait (exposición de imágenes, 1967). Consistía en una exposición de fotografías familiares de clases obreras de París. Estas cedieron sus fotos y en algunos casos el mismo Forest era el encargado de hacer las capturas mediante una cámara Polaroid.
- The Telephone Booth (vídeo, 1967). Grabación desde la ventana del artista de una cabina telefónica y todo el que pasa alrededor.
- The Wall of Arles (vídeo, 1967). Grabación del comportamiento de los peatones en una calle con mucho movimiento.
- Interrogation 69 (vídeo instalación, 1969). Primera instalación de vídeo en Francia con circuito cerrado que permitía a los visitantes interaccionar con ellos mismos.

### Años 70
- Space Media (experimento a los medios, 1972). Forest empezó publicando un espacio en el diario Le Monde de 150 cm² donde se invitaba al lector a hacerle llegar lo que quisieran para llenar aquel espacio. Después repitió la acción con un breve espacio en blanco en la televisión pública francesa. El éxito de esta acción hizo que se llevara a cabo en otros países.
- Gestures (vídeo, 1972-1974). Grabación de personas representando diferentes profesiones. Con colaboración con Vilém Flusser.
- Archeology of the presente (vídeo instalación, 1973). Circuito cerrado que mostraba imágenes dentro de una galería de todo aquel que pasaba por la calle de al lado, a la vez que mostraba en una pantalla exterior de la galería el comportamiento de los espectadores que había dentro.
- Electronic Self-Perception (vídeo instalación). Instalación en circuito cerrado que grababa al público mientras se hacían autorretratos con una Polaroid.
- The Artistic Square Meter (experimento en los medios, 1977). Experimento para criticar y parodiar las prácticas especulativas del Estado y del mercado. Forest creó una compañía para promover espacios designados oficialmente como artísticos poniendo anuncios como "en venta" o anunciando la primera subasta de un espacio. Creó tanta expectación que hubo de cambiar el formato y se vendió a un gran precio.

### Años 80
- Stock exchange of the sensational (instalación multimedia, 1982). Acontecimiento que tuvo lugar en el Centro Pompidou de París en que durante cinco semanas un equipo analizaba, editaba y preparaba noticias por el público de fuera que interactuaba con estas noticias y se analizaban las noticias más valoradas.
- Celebration of the Present (actuación en los medios, 1985). Actuación que consistía en una televisión ante el público que mostraba un teléfono, cuando este sonaba, Monte se levantaba de la sala e iba al estudio desde donde se grababa el teléfono y contestaba.
- Jogging in the Park (vídeo instalación, 1989). Vídeo reproduciendo sin cesar una cinta de un corredor con mensajes led que recreaban los pensamientos del protagonista.

### Años 90
- The Electronic Bible and The Persian Gulf War (instalación, 1991). Obra formada por 15 pantallas led sobre arena de Kuwait y que combinaba pasajes de la Biblia con imágenes de la zona de la Guerra del Golf.
- Forest for President of Bulgarian National Television (actuación política y en los medios, 1992). Forest se presentó a la presidencia por la televisión nacional búlgara con el apoyo de las fuerces opositoras al régimen para demostrar que se podía hacer presión electoral mediante los medios de masas. Finalmente tuvo que abandonar el país, "invitado" a marchar.
- Time Out (acontecimiento en línea, 1998). Proyecto en que Monte instaló webcams en 24 ciudades del mundo con las 24 franjas horarias diferentes y empezando por París la retransmisión iba cambiando cada hora, de forma que siempre se veía la retransmisión de las 12h a las 13h de cada país, representando que el tiempo no seguía adelante.
- Touch Me[18] (sitio web interactiva, 1999). En este sitio web una criatura virtual se va desintegrando constantemente, pero se puede parar esta destrucción e incluso recuperar los espacios perdidos mediante clicks.

### 2000 - Actualidad
- Internet Graffitis: "Sur le pont d'Avignon" (sitio web, 2000). Sitio web donde los visitantes pueden poner una letra diferente a la canción infantil francesa. Estas  aportaciones se transforman en grafitos en la página y en el momento del acontecimiento también se proyectaban en pantallas gigantes que reproducían la melodía de fondo.[19]
- Grenoble at the center of the web (sitio web, 2003). Junto con estudiantes y compañeros de la facultad de Grenoble crean un museo en línea de "arte digital folclore".
- Forest Ego Cyberstar and the question of identity (Secon Life, 2010). El personaje bautizado con el nombre de Ego Cyberstar se dirigía directamente al público, mirando a cámara y contaba sus impresiones sobre su vida a la plataforma Second Life. Expresa la ansiedad que le provoca la existencia.[20]
- Sociological Walk (actuación de calle, 2011). Forest, repitiendo el experimento de 1973 para la Bienal de São Paulo, citó a los participantes a pasear por el barrio de Brooklyn, incentivándolos para que hablaran con las familias y la gente del barrio.